# 앨릭스 펑키
앨릭스 펑키(영어: Alex Funke, 1944년 10월 12일 ~ )는 미국의 영화 특수 효과 기술자이다. 《토탈 리콜》과 반지의 제왕 시리즈 등에 참여했다.

## 영화 참여 작품
- 심연(1989)
- 토탈 리콜(1990)
- 반지의 제왕: 반지 원정대(2001)
- 반지의 제왕: 두 개의 탑(2002)
- 반지의 제왕: 왕의 귀환(2003)
- 킹콩(2005)
- 나니아 연대기: 캐스피언 왕자(2008)